# Islas Daitō
Las islas Daito (en japonés: 大東諸島, Daitō Shotō, okinawense: Ufuagari; anteriormente las Islas Borodino) son tres islas que se encuentran cerca de 217 millas al este de Okinawa, en Japón. 

## Historia
Se cree que las islas Borodino fueron avistadas por el navegante español Pedro de Unamuno el 28 de julio de 1587, y fueron conocidas como "islas sin Probecho" (español actual: islas sin provecho).
Los nombres occidentales que se asignaron a las Islas Daito por más de 150 años se dieron en 1815 y en 1820: en 1815 Oki Daito-jima fue re-avistada por el último galeón de Manila, la fragata española de San Fernando de Magallanes, y fue llamada "Isla Rasa". Minami Daito-jima y Kita Daito-jima fueron reavistadas por el teniente de la Armada de Rusia Ponafidin Sachar Ivanovic, que las llamó (Ostrova Borodino, Islas Borodino) en honor de su barco de una Compañía Ruso-estadounidense.

## Administración
Las Islas Daito forman dos municipios del distrito Shimajiri (島尻郡) de la prefectura de Okinawa:
- Kitadaitō
- Minami Daitō

La deshabitada isla Oki Daitō forma parte del municipio Kitadaitō, aunque está situada más cerca de la isla de Minami Daitō.

## Islas
De norte a sur, las islas son:
| Nombre de la Isla | Kanji    | Romaji            | Superficie | Población |
| ----------------- | -------- | ----------------- | ---------- | --------- |
| Kitadaitō         | 北大東島 | Kita Daitō-jima   | 12,71 km²  | 700       |
| Minami Daitō      | 南大東島 | Minami Daitō-jima | 30,57 km²  | 1.400     |
| Oki Daitō         | 沖大東島 | Oki Daitō-jima    | 1,147 km²  | 0         |
|                   |          |                   | 44,427 km² | 2.100     |